# Свистун Крістіан Вадимович
Крістіан Вадимович Свистун (нар. 2 вересня 2003, Жмеринка, Вінницька область, Україна) — український футболіст, лівий вінґер житомирського «Полісся».

## Життєпис
Народився в місті Жмеринка. Вихованець місцевої ДЮСШ, у футболці якої з 2013 по 2014 рік виступав у юнацькому чемпіонаті Вінницької області. У ДЮФЛУ виступав за столичні команди Олімпійський фаховий коледж імені Івана Піддубного (2016) та «Динамо» (2017—2018), а також дніпровський «Дніпро». З 2019 по 2023 рік виступав за «Дніпро-1» в юнацькому чемпіонаті України.
У середині липня 2023 року вільним агентом перейшов в «Агробізнес». У футболці волочиського клубу дебютував 28 липня 2023 року в програному (1:2) виїзному поєдинку 1-го туру групи А Першої ліги України проти бузівської «Ниви». Крістіан вийшов на поле в стартовому складі, на 68-й хвилині отримав жовту картку, а на 85-й хвилині його замінив Максим Тяпкін. Першим голом за «Агробізнес» відзначився 27 жовтня 2023 року  на 77-й хвилині переможного (1:0) домашнього поєдинку 14-го туру Першої ліги України проти хмельницького «Поділля». Свистун вийшов на поле на 73-й хвилині замість Віталія-Дмитра Теплого. У сезоні 2023/24 років зіграв 26 матчів (2 голи) у Першій лізі України, ще 3 поєдинки провів у кубку України.
У середині липня 2024 року вільним агентом перейшов до «Полісся», але майже одразу ж був переведений до резеріної команди «вовків». Дебютував за команду 8 серпня 2024 року в програному (0:3) виїзному поєдинку 1-го туру групи А Другої ліги України проти «Куликова-Білки». Крістіан вийшов на поле в стартовому складі та відіграв увесь матч. Вперше до заявки головної команди «Полісся» потрапив 25 серпня 2024 року, на переможний (4:0) домашній поєдинок 4-го туру Прем'єр-ліги України проти київської «Оболоні», але на поле так і не вийшов.